# Список национальных парков Израиля
Список национальных парков Израиля содержит перечень национальных парков Израиля. Все национальные парки Израиля находятся в подчинении государственной организации «Управление природы и парков Израиля», которая осуществляет управление и надзор за национальными парками.
Определение национальных парков в Израиле было дано в законе «О национальных парках» от 1998 года и звучало так:

Территории, которые используется или предназначены для использования в целях отдыха населения на свежем воздухе или увековечения ценностей, которые имеют историческую, археологическую, архитектурную, природную или живописную значимость.

На территории некоторых национальных парков управлением природы и парков Израиля было сделано развитие инфраструктуры, в других парках была оставлена естественная среда, за исключением маркировки маршрутов и ограждений. Многие национальные парки в Израиле имеют специальные маршруты для людей с ограниченными возможностями в инвалидных колясках.
Некоторые из национальных парков были созданы вокруг археологических памятников, например Мегиддо, Бейт-Шеан, Ашкелон, Курси. Другие, такие как река Александр, Хоршат-Таль, парк Кармель предназначены для поездок населения в выходной или праздничный день, для отдыха возле воды и деревьев, для наблюдения за животными в их естественной среде обитания .

## Список национальных парков
В 2015 году Управление природы и парков Израиля насчитывало 86 национальных парков на территории Израиля и на западном берегу Иордана общей площадью 208 994 дунама.

## Карта
| Ашкелон Иудейские горы Бейт-Альфа Бейт-Шеан Шивта Мегиддо Барам Масада Авдат Эйн-Авдат Сидна-Али Эшколь Мамшит Хамат-Тверия Бельвуар Ган Ха-Шлоша Капернаум Мивцар-Йехиам Монфор Тель-Хацор Ахзив Эйн-Хемед Сде-Амудим Хоршат-Таль Мааян-Харод Кесария Гиппос Кармель Рош-ха-Никра Хоф ха-Шарон Стены Иерусалима Яркон Кастель Александр Тель-Арад Тель-Беэр-Шева Бейт-Гуврин Фавор Сепфорис Тель-Лахиш Мигдаль-Цедек Тель-Кедеш Арбель Эмек-Цорим Хурват-Миним Курси Монумент бригаде «Негев» Бейт-Шеарим Могила Бен-Гуриона Тель-Дор Уша Тель-Шикмона Коразим Тель-Гезер Апполония Нимрод Рога Хаттина Тель-Хай Кумран Иродион\| \|Национальные парки Израиля |
| |